# Яблоко Цитеры
Я́блоко Цитеры, Спо́ндиас Ците́ры, Амбарелла (лат. Spondias dulcis) — вид плодовых деревьев из рода Момбин семейства Сумаховые.

## Название

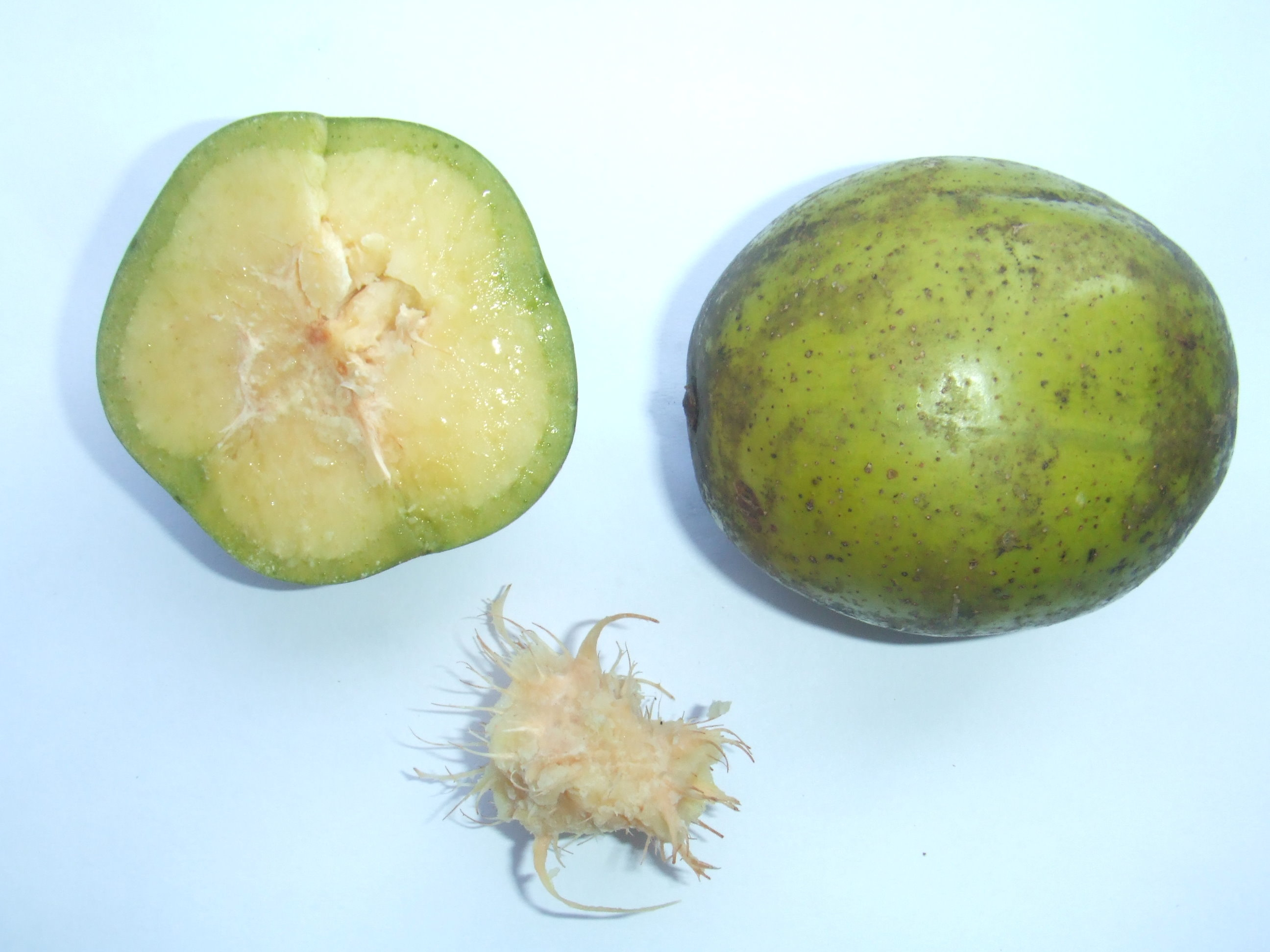
Недозрелый плод амбареллы в целом виде и в разрезе, внизу — косточка

Амбарелла — латиноамериканское название этого растения; оно также известно под названиями «яблоко Цитеры» (фр. pomme Cythère), «полинезийская слива» (англ. polynesian-plum), «жёлтая слива» (англ. yellow plum), Otaheite-apple, Tahitian quince.
Амбареллу не следует путать с амбореллой (Amborella) — растением из Новой Каледонии, одним из наиболее примитивных современных представителей цветковых растений.

## Описание
Амбарелла — листопадное дерево высотой до 18 м. Листья 20—60 см длиной, эллиптические в очертании, непарноперистые, с 9—25 яйцевидно-ланцетовидными листочками. Цветки белые или кремовые, собраны в метёлки до 35 см длиной. Плоды овальные, от 6 до 9 см длиной, с тонкой жёсткой кожицей, собраны в гроздья. У зрелых плодов кожица золотисто-жёлтого цвета. Внутри содержится хрустящая сочная ароматная золотисто-жёлтая волокнистая мякоть и крупная твёрдая косточка с 1—5 плоскими семенами, покрытая многочисленными тонкими изогнутыми колючками длиной иногда более сантиметра.

## Распространение

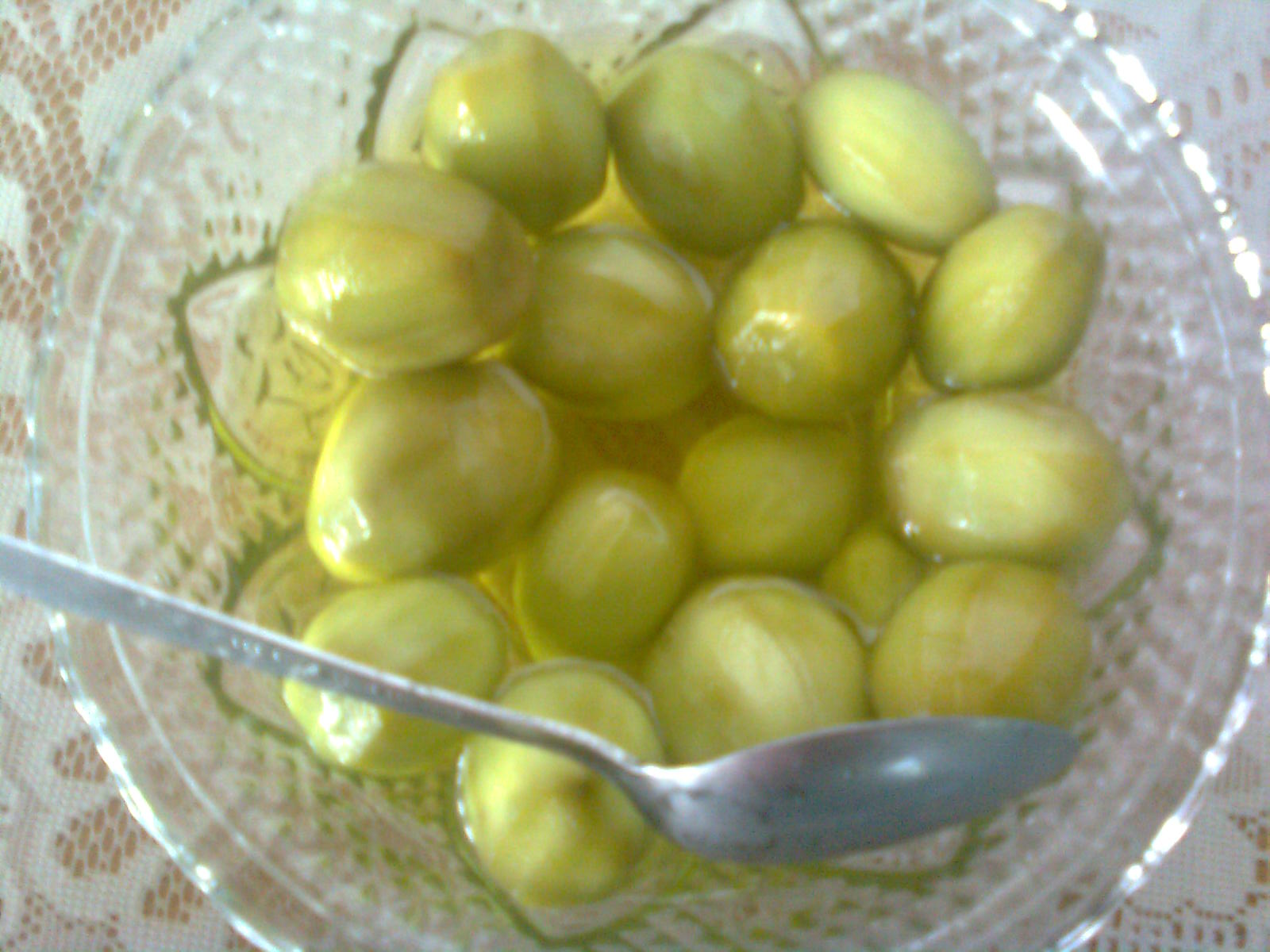
Индонезийское блюдо ачар, приготовленное из плодов амбареллы

Родина амбареллы — Острова Общества, откуда она широко распространилась в тропики Нового и Старого света. Её культивируют в Австралии, Южной и Юго-Восточной Азии — в Индии, на Шри-Ланке, в Малайзии, Индонезии, на Филиппинах, а также, в меньшей степени, в Африке — в Габоне и на Занзибаре. В 1782 году она была интродуцирована на Ямайку и оттуда распространилась на другие острова Карибского моря, страны Центральной Америки, Венесуэлу, Суринам и Бразилию.

## Использование
Плоды амбареллы серовато-оранжевые, размером с яйцо, внешне похожи на сливы, растут небольшими гроздьями по 2—10 штук. Желтоватая мякоть плодов кисло-сладкая на вкус, их едят в сыром виде, а также готовят соки, желе и мармелад. Недозрелые плоды тушат как овощи, добавляют в супы и карри, консервируют в кисло-сладком маринаде.